# Phare du cap Gris-Nez
Le phare du cap Gris-Nez éclaire le littoral du pas de Calais. Le phare actuel a été mis en service en 1957.

## Description
C'est une construction en pierres apparentes se trouvant dans le site classé (1987) des deux caps de la côte d'Opale (cap Blanc-Nez et cap Gris-Nez).
À son pied se trouve le CROSS Gris Nez.
Le premier phare fut allumé en 1837 et rehaussé en 1861 ; l'électrification de celui-ci se fit en 1869. Détruit par les Allemands pendant l'été 1944, la tour fut reconstruite en 1952.
Les optiques flottent dans un bain de mercure. (pour le principe voir Phare de la Jument).
Le phare fait l’objet d’une inscription au titre des monuments historiques depuis le 30 décembre 2010.